# 郭文景
郭文景（1956年2月1日—），中国作曲家。

## 生平
生于重庆。1978年考入中央音乐学院作曲系学习，1983年毕业后回重庆工作，曾任重庆市音协副主席。1990年回母校中央音乐学院作曲系任教。郭文景深受四川文化影响，经常把无调性的创作技法融入四川民歌风格的作品中。所写歌剧《狂人日记》在数个国家的歌剧院演出过。被称为是“唯一一位未曾在国外长期居住而有国际声望的中国作曲家。”